# Gärdslövs kyrka
Gärdslövs kyrka är en kyrkobyggnad i den lilla byn Gärdslöv. Den tillhör Anderslövs församling i Lunds stift.

## Kyrkobyggnaden
Kyrkan uppfördes på 1100-talet. På 1400-talet ersattes kyrkorummets platta trätak med valv. Nuvarande sakristia byggdes till 1836. På 1850-talet byggde man till kyrktornet och en korsarm mot norr. Innan tornet fanns hade kyrkan två ingångar på sidorna, en för männen och en för kvinnorna. Numera går man in från väster genom tornets bottenvåning.

## Inventarier
- Den fyrkantiga dopfunten är tillverkad på 1100-talet av huggen sandsten. Funten har bilder föreställande träd, blommor, solen och månen.
- Från 1600-talet härstammar den snidade predikstolen, altaret samt ett triumfkrucifix.
- Nuvarande altartavla är inköpt i Rom 1903 av Fredrik von Blixen-Finecke. Tidigare altartavla, från slutet av 1600-talet, hänger numera på väggen.

### Orgel
- Tidigare användes ett harmonium i kyrkan.
- Den nuvarande orgeln byggdes 1962 av A. Mårtenssons Orgelfabrik AB, Lund och är en mekanisk orgel.

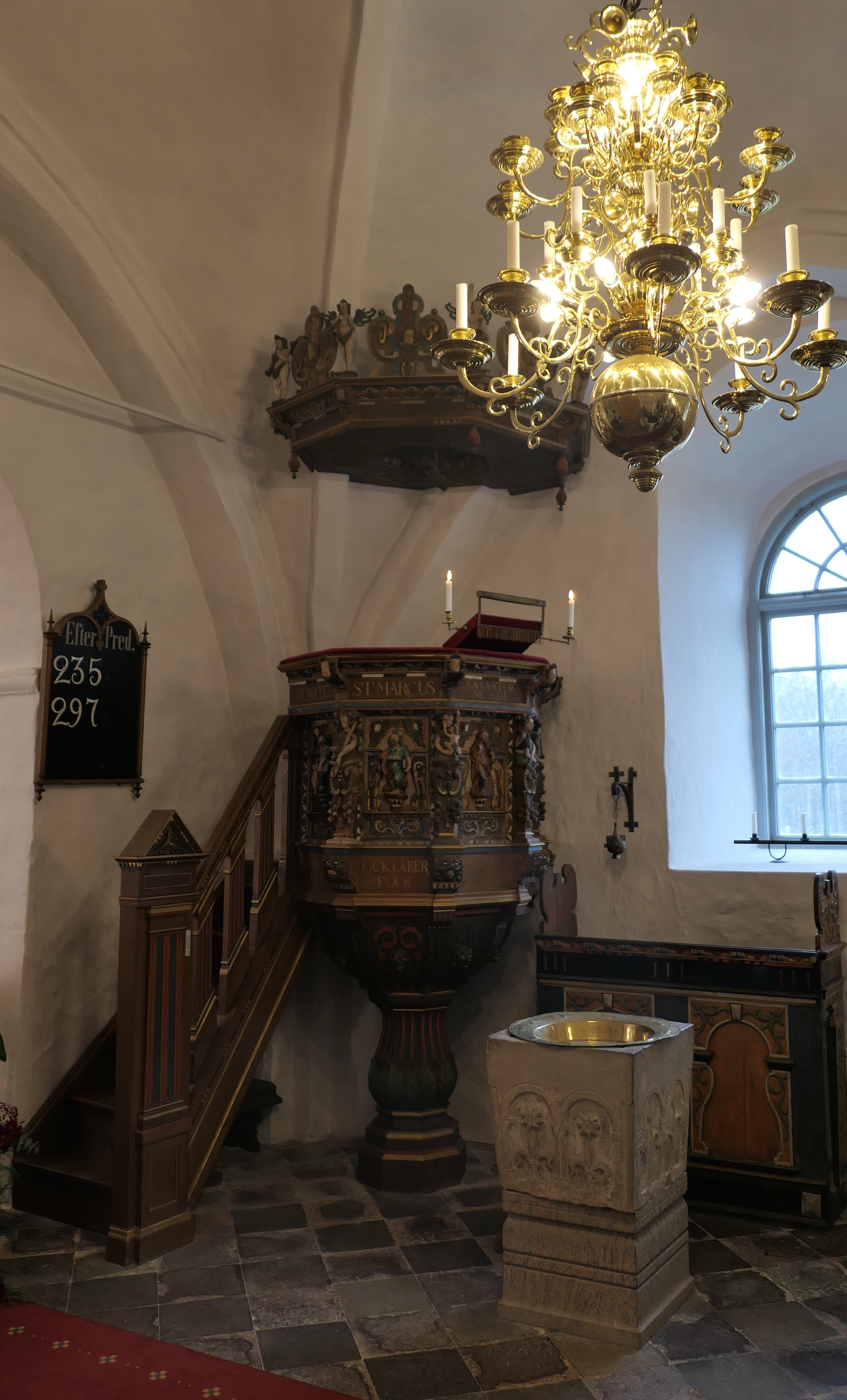
Predikstol och dopfunt

| Manual        | Pedal      | Koppel  |
| Gedackt 8'    | Subbas 16´ | Man/Ped |
| Principal 4'  |            |         |
| Kvintadena 4' |            |         |
| Blockflöjt 2' |            |         |
| Kvinta 1 1/3' |            |         |